# Руа, Луи Эжен
Луи Эжен Рой (фр. Louis Eugéne Roy, род. в 1861 году, ум. 27 октября 1939 года) — видный гаитянский банкир, был назначен американским генералом Джоном Х. Расселом на пост Верховного Комиссара США на территории Гаити, для того, чтобы после ухода в отставку предыдущего президента Гаити, Луи Борно, временно исполнять обязанности президента страны.
Рой исполнял обязанности президента с 15 мая по 18 ноября 1930 года. В течение этого времени, его главной обязанностью было следить за выборами новой Национальной Ассамблеи страны. Луи Эжен Рой ушёл в отставку после того, как Национальной Ассамблеей на пост Президента Гаити был избран бывший мэр Порт-о-Пренса, Стенио Жозеф Винсен.